# 맥시멈 게임즈
맥시멈 게임즈 (이전 맥시멈 패밀리 게임즈)는 인터랙티브 소프트웨어 유통·배급사이다. 2009년에 설립되었으며, 맥시멈 패밀리 게임즈는 현재 모든 주요 플랫폼에 게임을 유통한다. 유통하는 게임으로는 파밍 시뮬레이터, 웜즈 콜렉션, 닌텐도 DS용 주니어 브레인 트레이너, 닌텐도 3DS용 미스트 및 디어 드라이브 레전드 등이 있다.
샌프란시스코 베이 에어리어에 본사가 위치해 있다.